# Diplotaxis laevivertex
Diplotaxis laevivertex är en skalbaggsart som beskrevs av Bates 1889. Diplotaxis laevivertex ingår i släktet Diplotaxis och familjen Melolonthidae. Inga underarter finns listade i Catalogue of Life.